# Huy chương Daniel Giraud Elliot
Huy chương Daniel Giraud Elliot là một giải thưởng của Viện hàn lâm Khoa học quốc gia Hoa Kỳ dành cho  "công trình nghiên cứu xuất sắc trong Động vật học và Cổ sinh vật học trong thời gian từ 3 tới 5 năm qua".
Giải được đặt theo tên Daniel Giraud Elliot, nhà động vật học Hoa Kỳ, và được trao 4 năm một lần bắt đầu từ năm 1917.

## Những người đoạt Huy chương
- 2012: Jonathan B. Losos
- 2008: Jennifer A. Clack
- 2004: Rudolf A. Raff
- 2000: Geerat J. Vermeij
- 1996: John Terborgh
- 1992: George C. Williams
- 1988: Jon Edward Ahlquist và Charles G. Sibley
- 1984: G. Evelyn Hutchinson
- 1979: G. Arthur Cooper và Richard E. Grant
- 1976: Howard E. Evans
- 1971: Richard Alexander
- 1967: Ernst Mayr
- 1965: George G. Simpson
- 1958: Donald R. Griffin
- 1957: P. Jackson Darlington, Jr.
- 1956: Alfred S. Romer
- 1955: Herbert Friedmann
- 1953: Sven P. Ekman
- 1952: Archie Fairly Carr
- 1951: Libbie H. Hyman
- 1950: Raymond Carroll Osburn
- 1949: Arthur Cleveland Bent
- 1948: Henry B. Bigelow
- 1947: John T. Patterson
- 1946: Robert Broom
- 1945: Sewall Wright
- 1944: George G. Simpson
- 1943: Karl S. Lashley
- 1942: D'arcy Thompson
- 1941: Theodosius Dobzhansky
- 1940: William B. Scott
- 1939: John H. Northrop
- 1938: M. R. Irwin
- 1937: George Howard Parker
- 1936: Robert C. Murphy
- 1935: Edwin H. Colbert
- 1934: Theophilus S. Painter
- 1933: Richard Swann Lull
- 1932: James P. Chapin
- 1931: Davidson Black
- 1930: George E. Coghill
- 1929: Henry F. Osborn
- 1928: Ernest Thompson Seton
- 1926: Erik A. Stensiö
- 1925: Edmund B. Wilson
- 1924: Henri Breuil
- 1923: Ferdinand Canu
- 1922: William M. Wheeler
- 1921: Bashford Dean
- 1920: Othenio Abel
- 1919: Robert Ridgway
- 1918: William Beebe
- 1917: Frank M. Chapman